# 並川孝儀
並川 孝儀（なみかわ たかよし、1947年-　）は、日本の仏教学者、佛教大学名誉教授。

## 経歴[1][2]
京都府生まれ。1973年、佛教大学文学部卒業。1975年、同大学院修士課程仏教学専攻修了。1978年、同大学院博士課程満期退学。1981年、同文学部専任講師となり、その後同学部助教授、教授、文学部長・文学研究科長、仏教学部教授、副学長等を経て2018年名誉教授。この間、1996年に博士論文『正量部の研究』で佛教大学より博士（文学）の学位を取得。他にインド・ニューデリーのジャワハルラール・ネルー大学客員研究員、同客員教授、北海道大学大学院非常勤講師を歴任。

## 著書
- 『ゴータマ・ブッダ考』（大蔵出版、2005年）
- 『スッタニパータ 仏教最古の世界』（岩波書店、書物誕生―あたらしい古典入門、2008年）
- 『ゴータマ・ブッダ 縁起という「苦の生滅システム」の源泉』（構築された仏教思想：佼成出版社、2010年）
- 『インド仏教教団正量部の研究』（大蔵出版、2011年）
- 『ブッダたちの仏教』（ちくま新書、2017年）

### 論文
- CiNii>並川孝儀
- INBUDS>並川孝儀